# Le Petit Français illustré

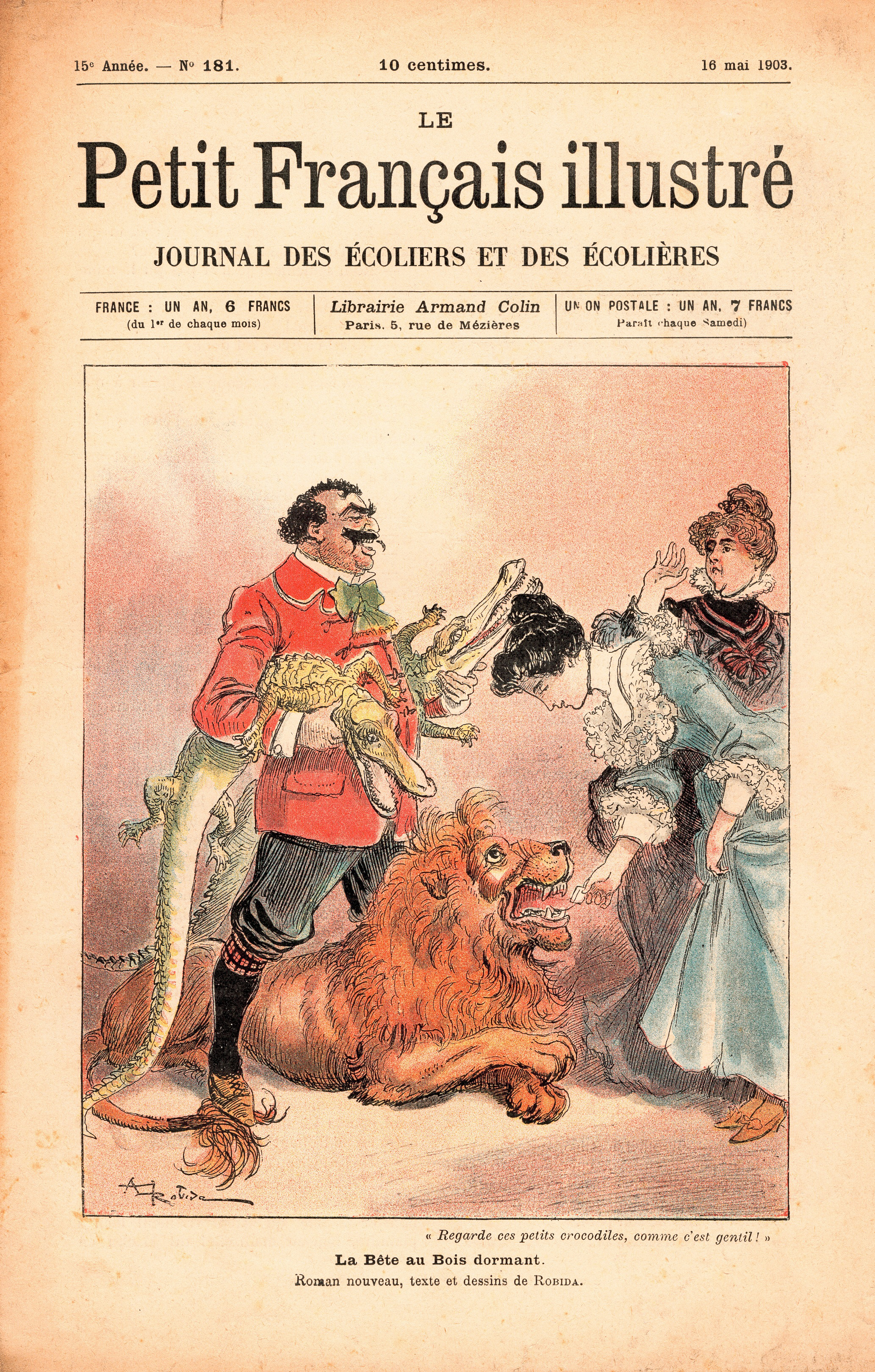
Le Petit Français illustré van 16 mei 1903, met een illustratie van tekenaar Albert Robida.

Le Petit Français illustré was een Frans jeugdblad dat verscheen van 1889 tot 1905.
Le Petit Français illustré verscheen vanaf 1889 als weekblad voor de jeugd. De ondertitel luidde: Le journal des écoliers et des écolières. Uitgever was Armand Colin & Cie te Parijs. Het formaat bedroeg 28,5 bij 19 cm. Elk nummer telde twaalf bladzijden. Vaak was er een dubbel, niet gepagineerd inlegblad toegevoegd, met publiciteit (onder meer voor opvoedkundige boeken van uitgeverij Armand Colin), aankondigingen en knutselopdrachten. Rond 1900 verscheen gedurende enkele jaren een Belgische uitgave die gesponsord werd door het modewarenhuis La Compagnie Anglaise op het De Brouckèreplein in Brussel. Het warenhuis stuurde deze uitgave gratis naar zijn klanten. Zodoende werd Le Petit Français illustré ook gelezen in een aantal Franstalige of tweetalige families in Vlaanderen. Het blad hield op te bestaan in 1905.
Het opzet was van meet af aan duidelijk educatief, met artikelen over geografie, natuur, techniek en andere wetenswaardigheden. Niettemin bracht het blad ook veel ontspanning. Een belangrijk deel van de inhoud bestond immers uit feuilletons en kortverhalen. De voorlaatste bladzijde had als titel Variétés en bevatte spelletjes, mopjes en allerhande nieuwtjes. Heel veel belang werd aan de illustraties gehecht. Er werden zelfs al foto’s afgedrukt – een nieuwigheid in de toenmalige pers – maar achteraf beschouwd zijn het vooral de tekeningen die interessant zijn. Aanvankelijk waren die in zwart-wit, maar vanaf 1900 verschenen de voor- en achterpagina in kleur. Talrijke tekenaars leverden op min of meer regelmatige basis een bijdrage. Onder hen Albert Robida en vooral Christophe (pseudoniem van Georges Colomb). Deze laatste begon in 1889 met het stripverhaal La famille Fenouillard. Dat was nauwelijks meer dan een jaar nadat Rudolph Dicks zijn legendarische krantenstrip The Katzenjammer Kids lanceerde in de zondagbijlage van The New York Journal. In 1893 startte Christophe met de strip Les malices de Plick et Plock, een verhaal over twee ondeugende kabouters waarvan de teksten af en toe een hoog heer Bommelgehalte hebben. Dankzij de bijdragen van Christophe kan Le Petit Français illustré beschouwd worden als een pionier van het stripverhaal in Europa.

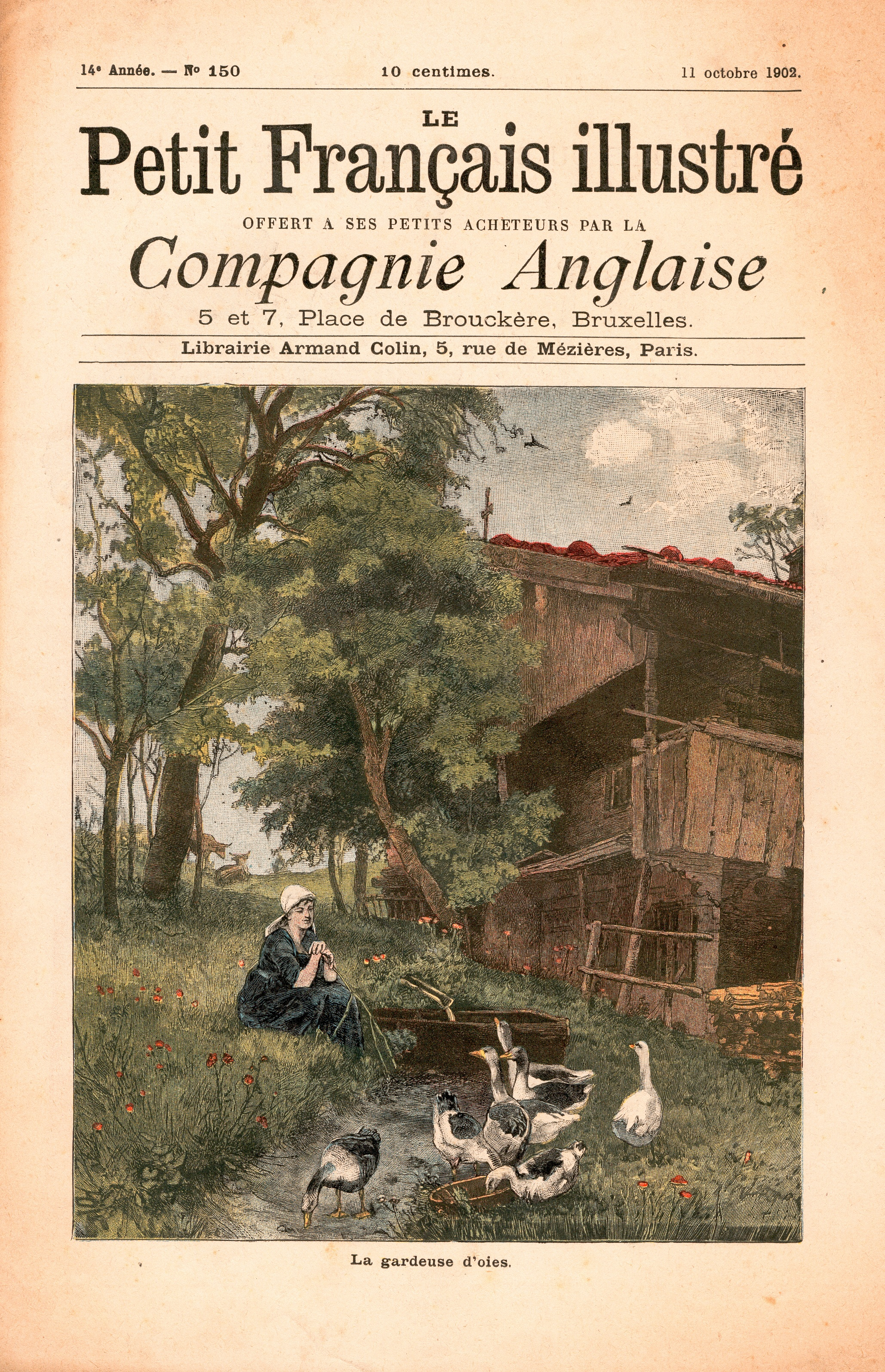
Belgische editie van Le Petit Français illustré van 11 oktober 1902.